# Индийская серая акула
Индийская серая акула (лат. Hemipristis elongata) — единственный существующий ныне вид рода индийских серых акул (Hemipristis) семейства большеглазых акул отряда кархаринообразных. Обитает в Индийском и Тихом океане. Размножается плацентарным живорождением. В помёте до 11 новорождённых. Максимальная зафиксированная длина 240 см. Окраска светло серого или бронзового цвета без отметин. Не представляет опасности для человека. Мясо этих акул употребляют в пищу.

## Таксономия

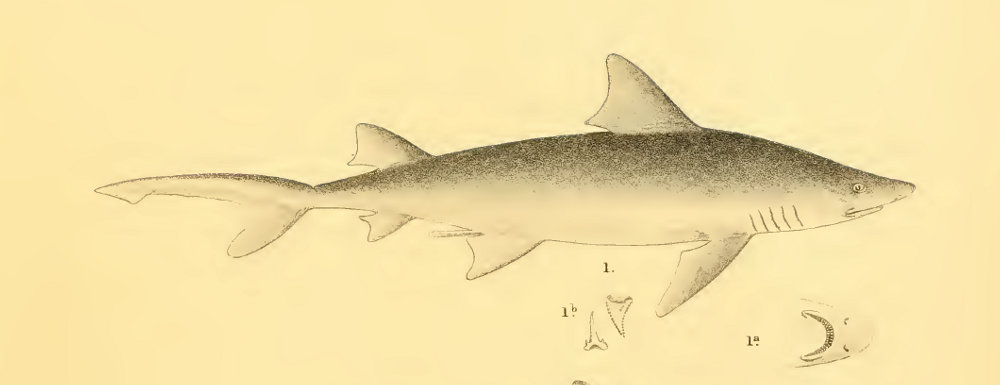
Старинное изображение индийской серой акулы

Вид впервые описан в 1871 году. Голотип представлял собой высушенное чучело длиной 230 см, впоследствии утраченное. Название рода происходит от слов греч. ήμι — «наполовину» и греч. πριόνι — «пила». Видовое название происходит от слова лат. elongatum — «удлинённый». Dirrhizodon и Heterogaleus являются младшими синонимами рода Hemipristis. Известны вымершие виды, относившиеся к этому роду: Hemipristis curvatus и Hemipristis serra. В третичный период эти виды были широко распространены.

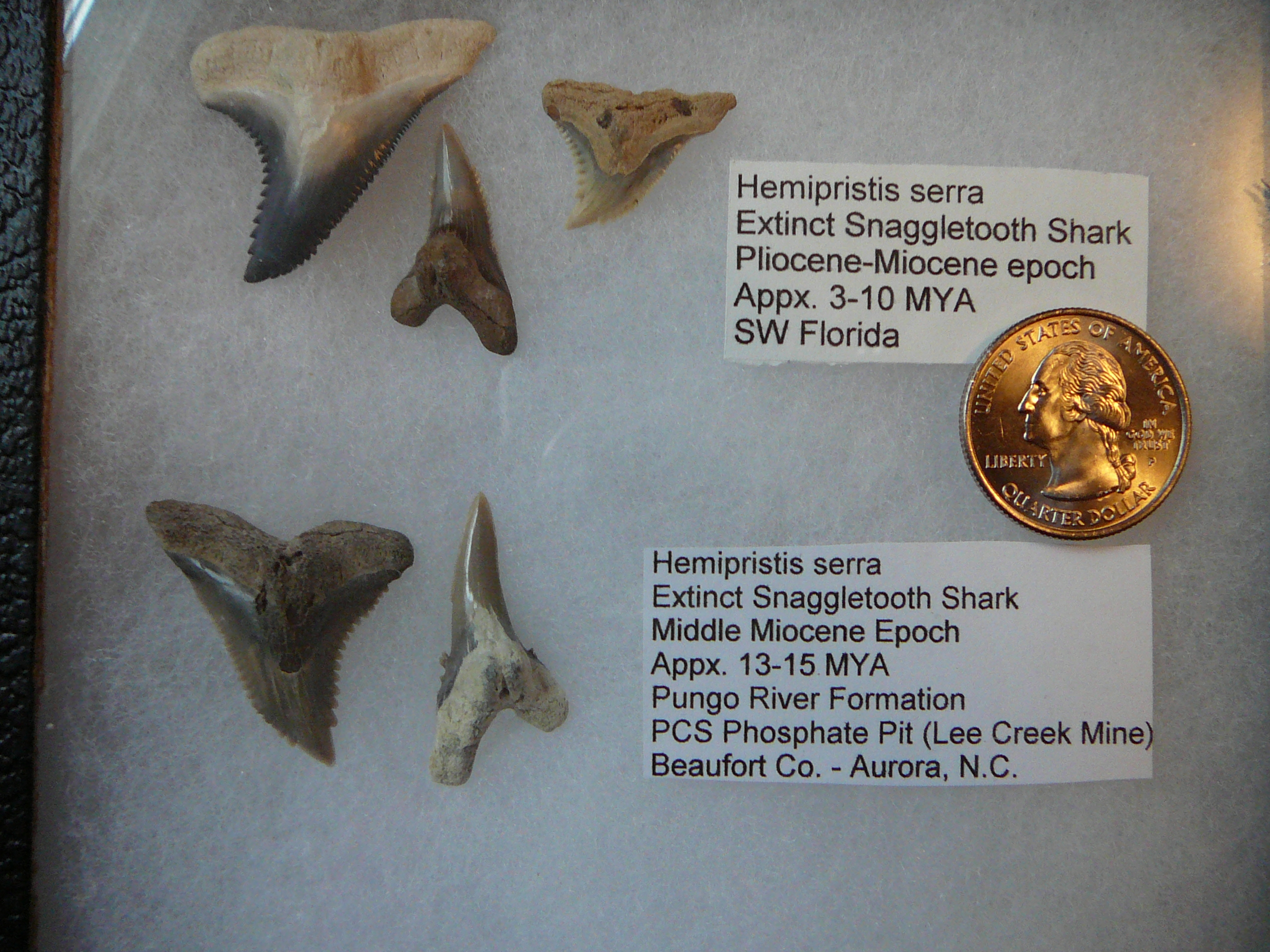
Зубы вымершей акулы Hemipristis_serra

У индийских серых акул имеется два различных типа зубов. Первый тип — кинжалообразные зубы верхней челюсти, которые рассекают плоть жертвы, насаживая их на нижние зубы второго типа, действующие подобно зубьям вилки. Поскольку верхние и нижние зубы этих акул существенно отличаются друг от друга, в прошлом считалось, что они принадлежат к разным родам.

## Ареал
Индийские серые акулы обитают в Индийском океане, а также в западной части Тихого океана у берегов Пакистана, Индии, Таиланда, Китая, Тайваня, Филиппин, Индонезии (о.Ява) Южной Африки, Мадагаскара, Адена, Танзании, в Красном море, Персидском заливе и у берегов Австралии (Лизард Айленд и Банбери).

## Описание
У индийских серых акул стройное, веретенообразное тело и закруглённое, довольно вытянутое рыло. Крупные овальные глаза вытянуты по горизонтали и оснащены мигательными мембранами. Позади глаз имеются брызгальца. Жаберные щели очень длинные, у взрослых акул в 3—3,5 раза превышают длину глаза. Короткий рот изогнут в виде широкой трапеции. Длина рта составляет 50—70 % от его ширины. Нижняя челюсть на симфизе усечена. По углам рта имеются губные борозды. Верхние зубы имеют форму треугольника с зазубренным каудальным краем. Нижние зубы имеют форму перевёрнутой буквы «Y», оснащены длинным и тонким центральным остриём, загнутым в виде крючка, зазубрины по краям отсутствуют. Зубы видны, даже когда рот закрыт. Плавники имеют серповидную форму. Первый спинной плавник довольно крупный, его основание лежит между основаниями грудных и брюшных плавников. Высота второго спинного плавника составляет от 2/3 до 3/5 высоты первого спинного плавника. Задняя половина его основания расположена над основанием анального плавника. Анальный плавник существенно меньше обоих спинных плавников. У верхнего кончика хвостового плавника имеется вентральная выемка. Окраска от светло-серого до бронзового цвета без отметин.

## Биология
Индийские серые акулы размножаются плацентарным живорождением. Кроме того, эмбрион питается желтком. Длина новорожденных 42—52 см. В помете бывает от 2 до 11 новорожденных (в среднем 6). Максимальный зафиксированный размер составляет 240 см. Самцы и самки достигают половой зрелости при длине 110 см и 120 см, соответственно. Спаривание происходит в июне, овуляция в сентябре, а роды в апреле. Беременность длится 7—8 месяцев. В австралийских водах доля беременных самок составляет около 30 %, что даёт основание предположить годичный цикл размножения.
Акулы, принадлежащие к австралийской популяции питаются в основном костистыми рыбами и головоногими. Есть данные, что рацион индийских серых акул гораздо богаче и включает себя разнообразных костистых рыб, мелких акул, скатов и креветок.
На индийских серых акулах паразитируют цестоды Hemipristicola gunterae, Megalonchos shawae, Megalonchos sumansinghai, Nybelinia hemipristis, Trigonolobium spinuliferum и Paraorygmatobothrium janineae  и нематоды Terranova pristis.

## Взаимодействие с человеком
Вид считается потенциально опасным для человека из-за большого размера и острых зубов, однако, ни одного нападения не зафиксировано. Этих акул добывают кустарным способом с помощью фиксированных или плавучих донных жаберных сетей, ярусов и на крючок, особенно у берегов Пакистана, Индии и Таиланда. Мясо употребляют в пищу, из отходов вырабатывают рыбную муку. В Индии их мясо считается самым лучшим среди акул. Кроме того, плавники являются предметом экспорта, а из жира печени производят витамины. Численность популяций этих акул в целом снижается. Международный союз охраны природы присвоил этому виду статус «Уязвимый».